# Phan Văn Trị
Phan Văn Trị (潘文值, 1830–1910); còn gọi là Cử Trị là một nhà thơ Việt Nam trong thời kỳ đầu kháng Pháp của dân tộc Việt.

## Thân thế cuộc đời
Phan Văn Trị sinh năm Canh Dần (1830) tại thôn Hưng Thạnh, huyện Bảo An, phủ Hoằng An, trấn Vĩnh Thanh (nay là xã Thạnh Phú Đông, huyện Giồng Trôm tỉnh Bến Tre). Thân phụ ông tên là Phan Văn Tấn, "làm quan khâm sai Chưởng tiền dinh Đô thống chế, đã bị triều đình nhà Nguyễn phạt chín đời không được làm quan", thuộc dòng dõi Phan Văn Triệu, một võ tướng đã từng giúp Nguyễn Ánh chống nhau với Tây Sơn, về sau được liệt vào miếu Trung hưng công thần tại cố đô Huế.
Khoảng năm 1847 – 1848, ông đến làng Hạnh Thông Tây, Gia Định (nay là Gò Vấp, Thành phố Hồ Chí Minh) trú ngụ tại nhà người thân để học. Khoa thi Hương năm Tự Đức thứ 3 (Kỷ Dậu, 1849), ông đỗ thứ 10 trên 17 Cử nhân. Năm ấy, ông vừa tròn 19 tuổi. Nhân việc đỗ Cử nhân, nhân dân trong vùng gọi ông là Cử Trị.
Với tài học đó, Cử Trị có thể ra làm quan, nhưng buồn vì thời cuộc cứ rối ren... ông không ra làm quan, mà về sống đạm bạc bằng việc dạy học ở làng Bình Cách (nay thuộc thị xã Tân An, tỉnh Long An). Sau, ông tị địa về Vĩnh Long, rồi về Phong Điền (Cần Thơ). Ở đó, ông dạy học, bốc thuốc và làm thơ...
Phan Văn Trị mất ngày 16 tháng 5 năm Canh Tuất (tức 22 tháng 6 năm 1910) tại làng Nhơn Ái, tổng Định Bảo, quận Châu Thành, tỉnh Cần Thơ (ngày nay thuộc huyện Phong Điền, thành phố Cần Thơ), thọ 80 tuổi.

## Sự nghiệp văn chương

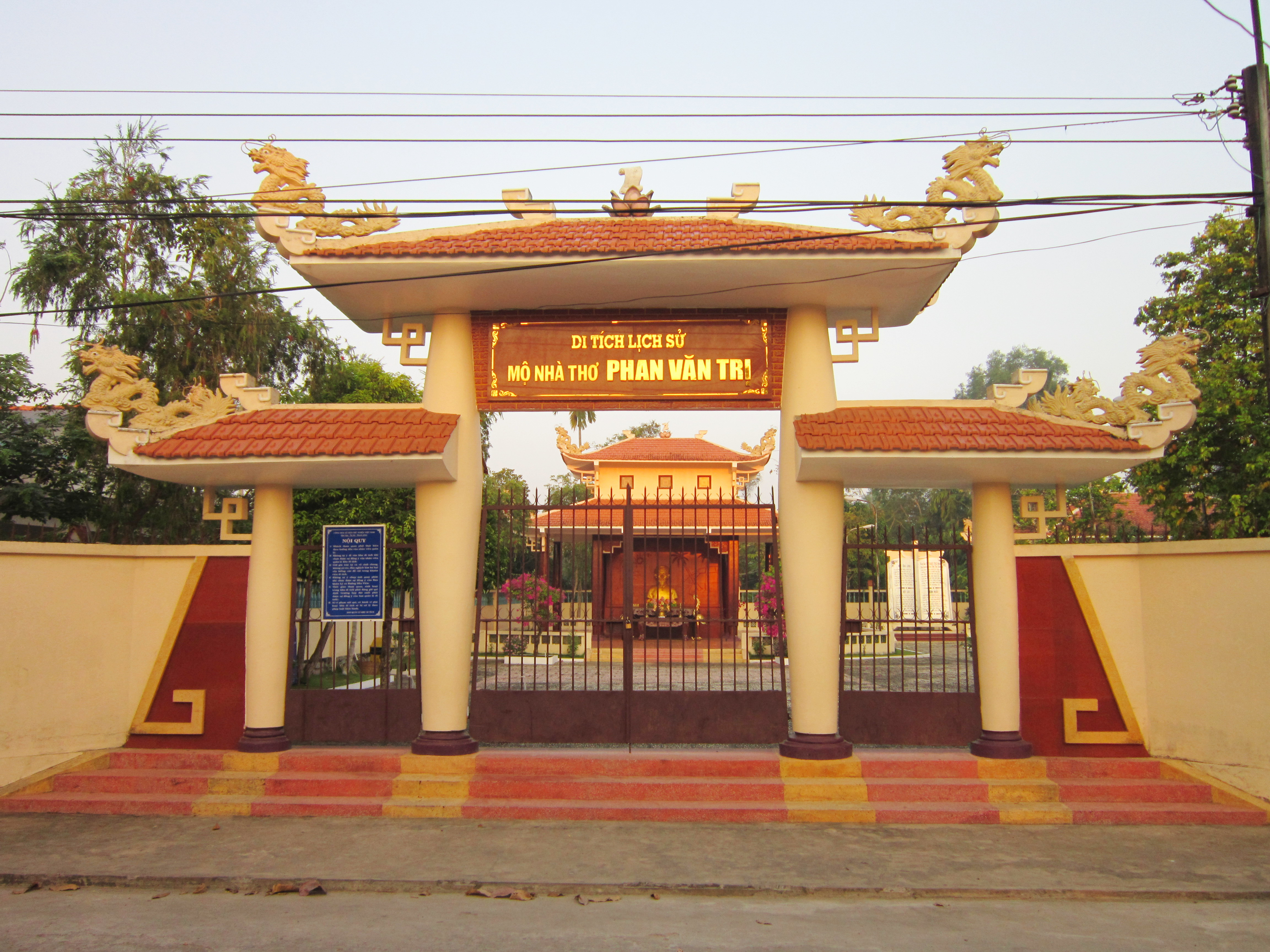
Khu đền thờ và mộ Phan Văn Trị.

Phan Văn Trị sáng tác nhiều nhưng hiện chỉ mới tìm được khoảng trăm bài bao gồm thơ vịnh vật như: "Con mèo", "Cái cối xay", "Hột lúa", "Con rận", "Cào cào", "Con cóc",... và chùm thơ họa lại 10 bài thơ của Tôn Thọ Tường.
Trước khi thực dân Pháp đến, Phan Văn Trị thường vịnh cảnh, vịnh vật để bày tỏ chí hướng, ước muốn giúp đời, cứu dân hoặc để phê phán những người bất tài, hám danh. Đến khi quân Pháp chiếm đóng Nam Kỳ, ông làm thơ yêu nước.
Lòng yêu nước ấy chan chứa trong bài thơ tiêu biểu sau:
Thất tỉnh Vĩnh Long
Tò te kèn thổi tiếng năm ba,
Nghe lọt vào tai, dạ xót xa.
Uốn khúc sông rồng mù mịt khói,
Vắng hoe thành phụng ủ sầu hoa
Tan nhà cám nỗi câu ly hận,
Cắt đất thương thay cuộc giảng hòa
Gió bụi đòi cơn xiêu ngã cỏ,
Ngậm cười hết nói nỗi quan ta.
Và khi quân Pháp đàn áp cuộc khởi nghĩa của Đinh Sâm nổ ra tại Láng Hầm, cạnh Phong Điền. Để tỏ lòng tiếc thương những nghĩa sĩ đã bỏ mình, Phan Văn Trị đã làm hai câu đối thật xúc động:
Võ kiếm xung thiên, Ba Láng giang đầu lưu hận huyết.
Văn tinh lạc địa, Trà Niềng thôn lý đãi sầu nhan.
Tạm dịch:
Kiếm võ ngút trời, Ba láng sông sâu tràn hận huyết.
Sao văn sa đất, Trà Niềng thôn xóm thảy sầu mang.

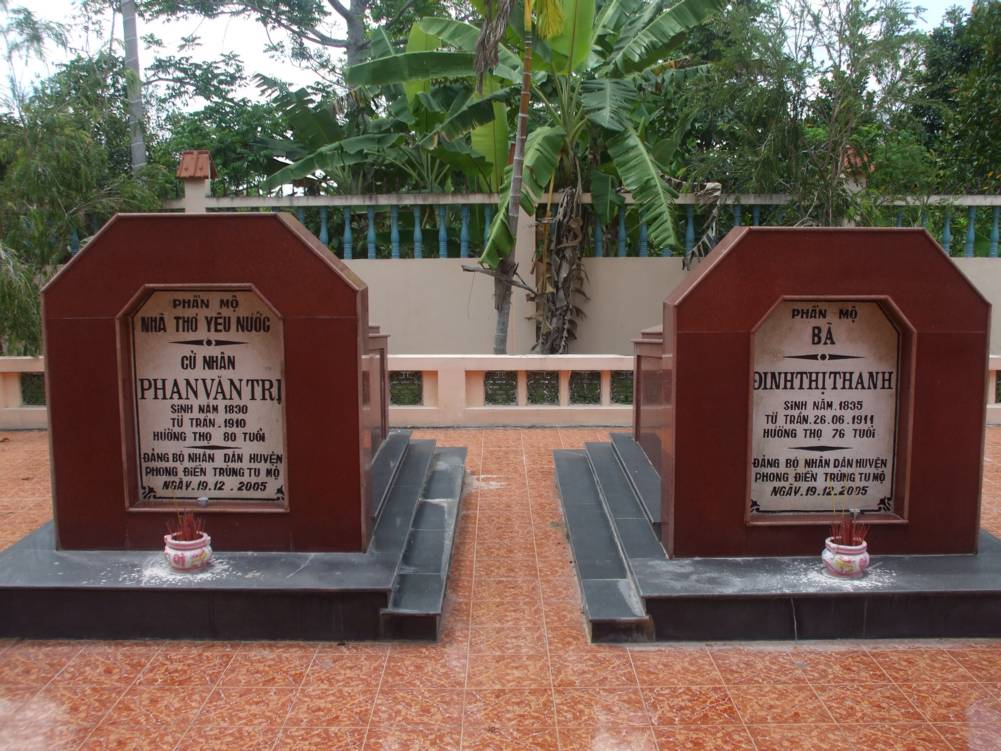
Mộ Phan Văn Trị và vợ.

Mặt khác, nói về mảng thơ mang tính chiến đấu của ông, nhà thơ Bảo Định Giang nêu nhận xét:
Sau Nguyễn Đình Chiểu, Phan Văn Trị xông xáo tiến lên đánh địch như một dũng sĩ. Ngòi bút trong tay ông trở thành ngọn giáo, nhằm thẳng vào bọn bán nước, đánh rất đau, khiến đối phương không cựa quậy được...
Và một điều ai cũng rõ: Phan Văn Trị dùng bút đánh Tôn Thọ Tường, không đơn giản như đánh một tên tay sai võ biền dung tục ...mà đối thủ của ông là bạn cũ, từng xướng họa với ông ở Thi xã Bạch Mai ngày nào... Để rồi bằng sức mạnh chính nghĩa, Phan Văn Trị đã giáng cho đối thủ của mình những đòn bất ngờ, giành thế chủ động từ đầu đến cuối..."
Trong Bản lược đồ văn học VN, GS. Thanh Lãng cũng đã viết:
Phan Văn Trị là phát ngôn viên cho phe chủ chiến. Chính ông đã đập vỡ cái thành trì yên lặng của nhà Nho, xung phong đứng ra tố cáo và kết án phái chủ hòa. Mỗi khi phe địch lên tiếng biện hộ, thanh minh... là ông lại viết bài vạch trần mưu mô, tâm địa thấp hèn của họ. Cái mới mà Phan Văn Trị đưa vào văn học thế hệ này chính là ở chỗ đó...
Đề cập vai trò của ông trong cuộc bút chiến với Tôn Thọ Tường, Từ điển văn học (bộ mới) có đoạn:
Bị dư luận lên án gay gắt, Tôn Thọ Tường làm bài thơ "Từ Thứ quy Tào" để ngụy biện, chống đỡ cho hành động phản dân hại nước của y. Phan Văn Trị công kích luận điệu của Tường bằng bài thơ "Hát bội".
Cuộc bút chiến dưới hình thức họa thơ nổ ra từ đó. Tôn Thọ Tường làm 10 bài thơ liên hoàn tự thuật, tán dương sức mạnh vật chất của thực dân, cho rằng lực lượng kháng chiến non kém khó mà địch nổi, và trong thực tế cuộc kháng chiến đang lâm vào cảnh bi thảm. Cho nên người trí thức khôn ngoan là phải biết tùy thời mà ở.
Họa lại những bài thơ ấy, Phan Văn Trị đã mắng Tôn Thọ Tường bằng những lập luận sắc sảo, bằng những hình tượng độc đáo, rất đắt... Trong cuộc họa thơ này, Phan Văn Trị đã lôi cuốn được đông đảo sĩ phu Nam Kỳ vào cuộc như Bùi Hữu Nghĩa, Huỳnh Mẫn Đạt, Lê Quang Chiểu....
Trích một bài thơ họa:
Hơn thua chưa quyết đó cùng đây,
Chẳng đã nên ta phải thế này.
Bến Nghé quản bao cơn lửa cháy,
Cồn Rồng dầu mặc muội tro bay.
Nuôi muông giết thỏ còn chờ thủa,
Bủa lưới săn nai cũng có ngày.
Đừng mượn hơi hùm rung nhát khỉ,
Lòng ta sắt đá, há lung lay.

## Tưởng nhớ

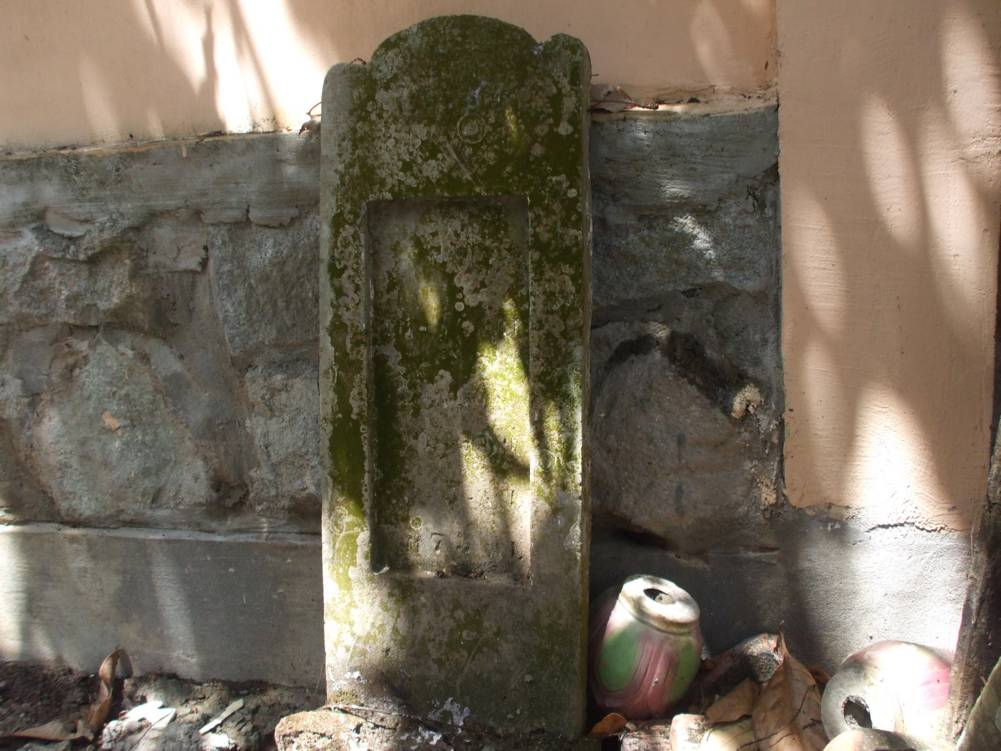
Tấm bia mộ khi xưa đặt trước nấm mộ đất của Phan Văn Trị.

Đức độ và tài năng của Phan Văn Trị đã làm cho nhiều người cảm phục. Trong số đó có cai tổng Định Bảo tên là Lê Quang Chiểu xem ông như một bậc thầy, nên đã giới thiệu người em gái con cô con cậu là Đinh Thị Thanh(1835 – 26 tháng 6 năm 1911) kết duyên cùng ông Trị.
Ông Chiểu cũng cho người dựng một mái nhà tranh lá cho Phan Văn Trị nương náu và khi ông Trị mất đã được chôn trên phần đất của vị cai tổng này.
Ngày trước, mộ Phan Văn Trị chỉ là một nấm mồ bằng đất giản dị. Năm 2005, chính quyền cùng nhân dân đã cho xây dựng đền thờ, trùng tu phần mộ Phan Văn Trị và cải táng mộ vợ ông ở gần đó về nằm cận kề, trong khu đất rộng, phía trước là con lộ trải nhựa rộng khoảng 5 m và con rạch Cái Tắc, thuộc ấp Nhơn Lộc I, thị trấn Phong Điền, huyện Phong Điền, thành phố Cần Thơ thành một nơi khang trang, rộng rãi và đẹp đẽ; hàng năm đều có tổ chức lễ giỗ trọng thể.
Trước 1975, vì là vùng chịu nhiều bom đạn, nên cơ ngơi bằng gạch bề thế của ông Chiểu cũng đã đổ nát hết, và căn nhà tre lá của cử nhân Trị cũng không còn sót lại bất cứ vật dụng gì. Tại xã Thạnh Phú Đông, quê hương Phan Văn Trị, đầu năm 1998, chính quyền huyện Giồng Trôm (tỉnh Bến Tre) cũng đã cho xây dựng nhà tưởng niệm Phan Văn Trị. Công trình đã hoàn thành vào dịp kỷ niệm 89 năm ngày mất của ông (22 tháng 6 năm 1999).
Hiện nay, nhiều trường học, đường phố ở nhiều nơi mang tên Phan Văn Trị.

## Ảnh

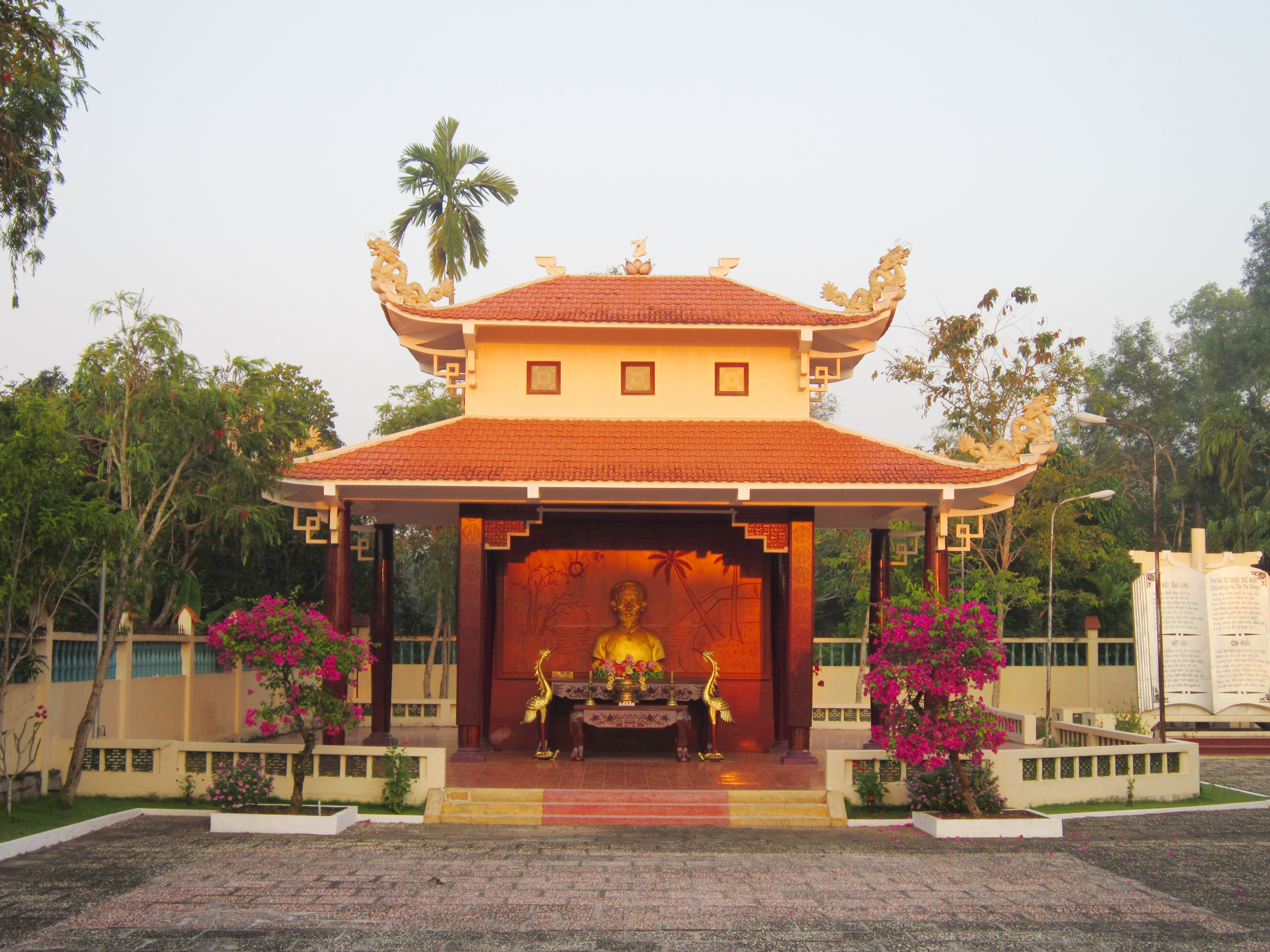
Đền thờ Phan Văn Trị.
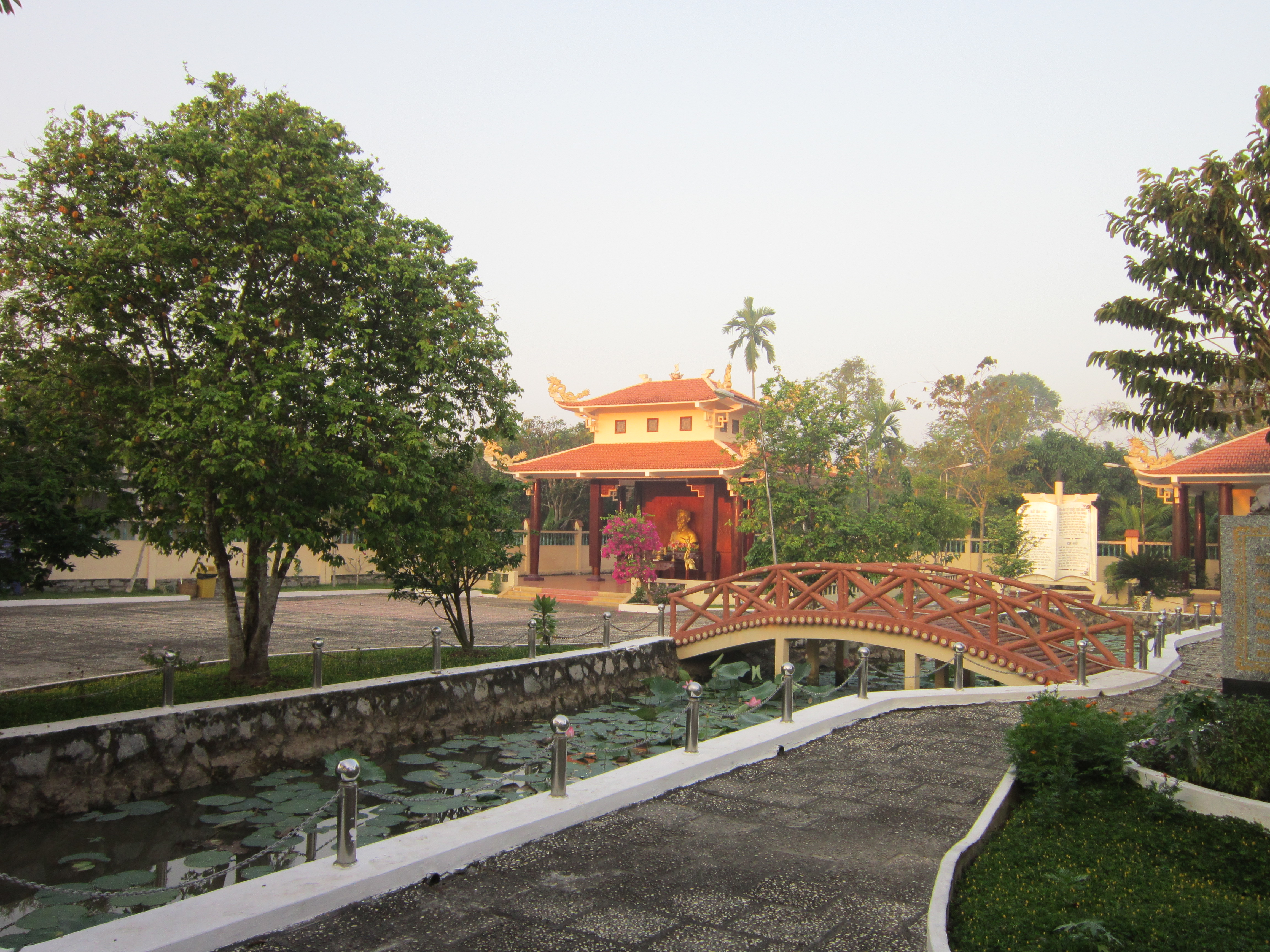
Phong cảnh trong khu đền thờ và mộ Phan Văn Trị.
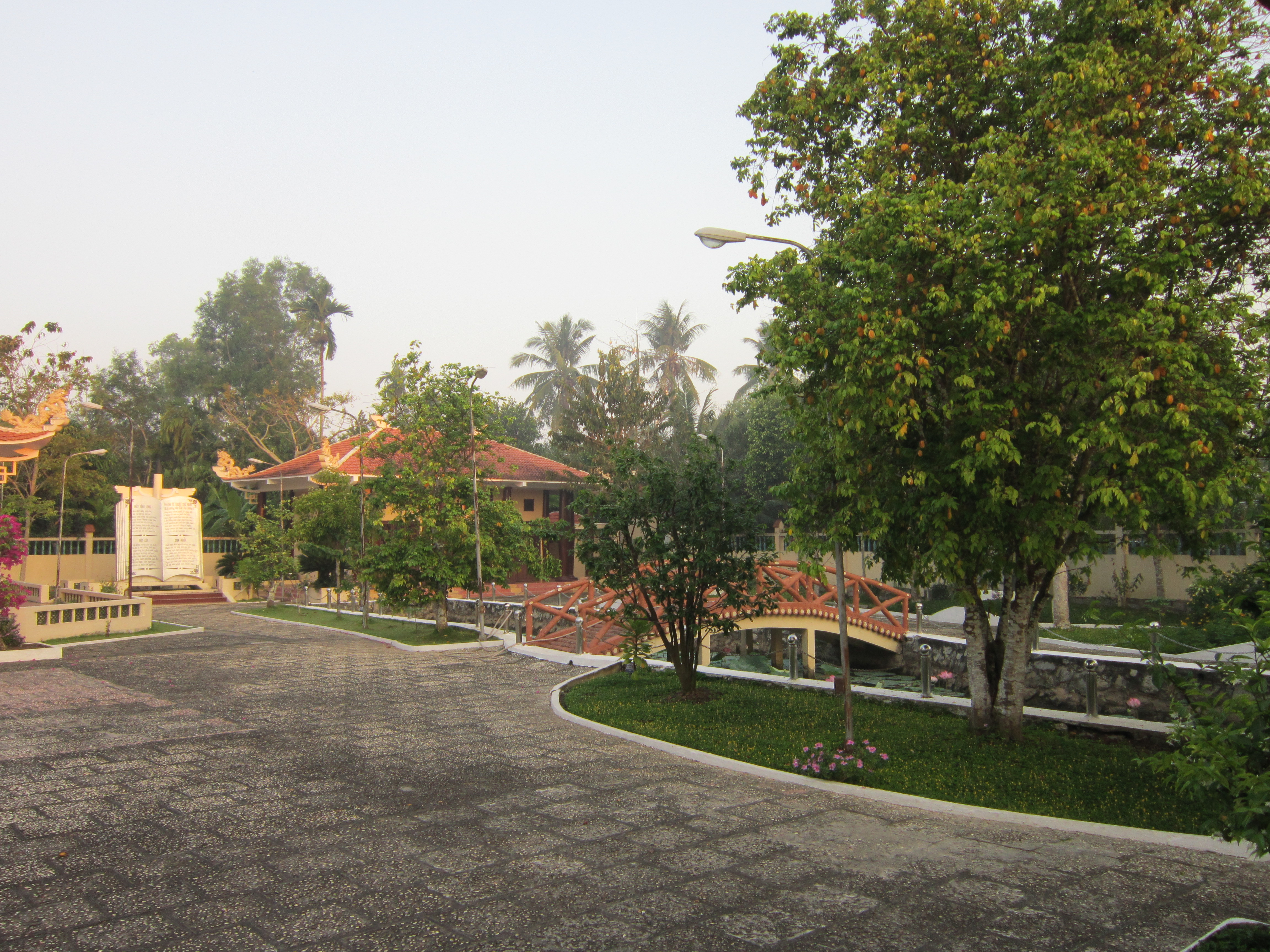
Phong cảnh trong Khu đền thờ và mộ Phan Văn Trị (ảnh 2).
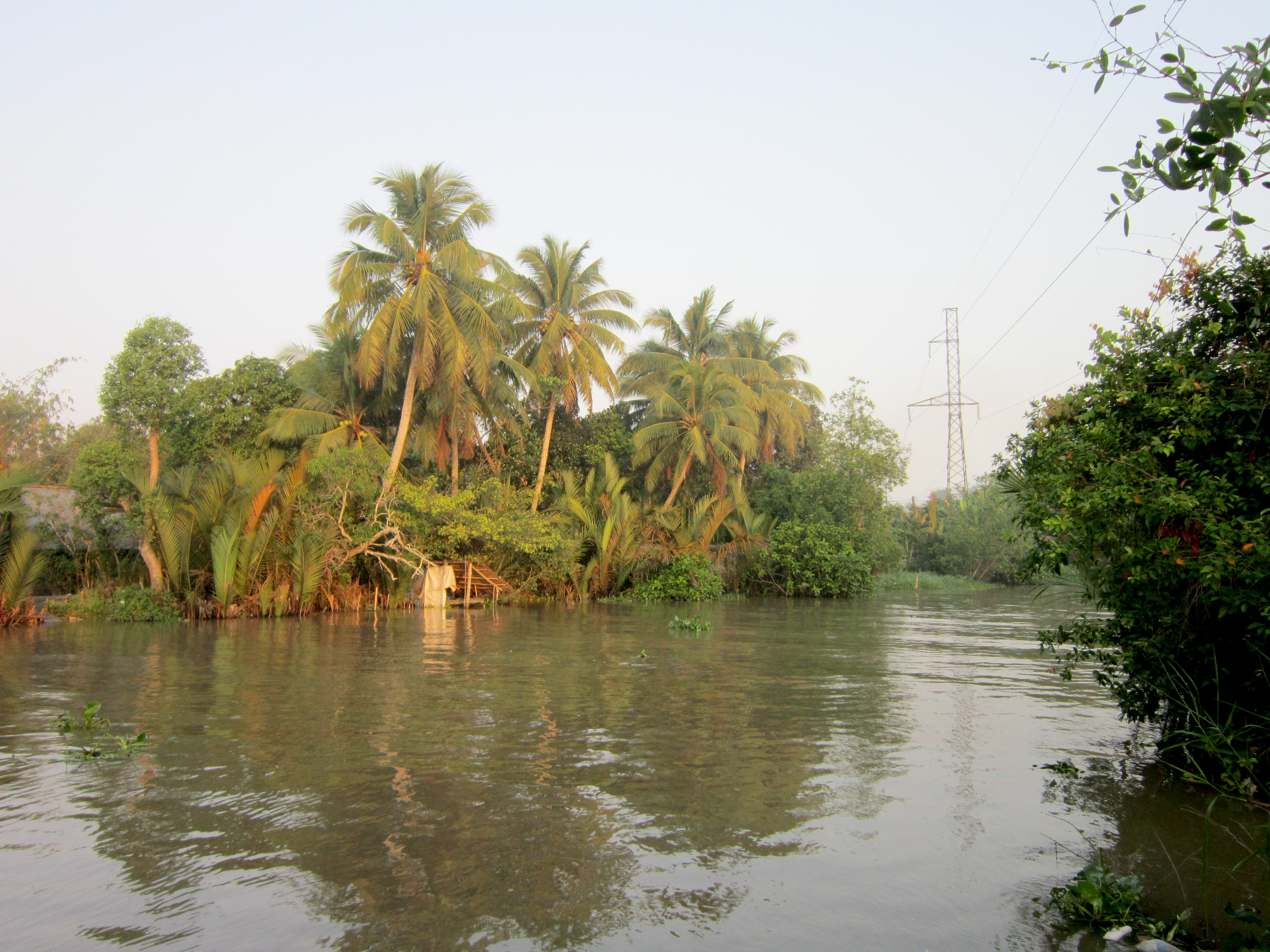
Rạch Trà Niềng.